# Sinestia

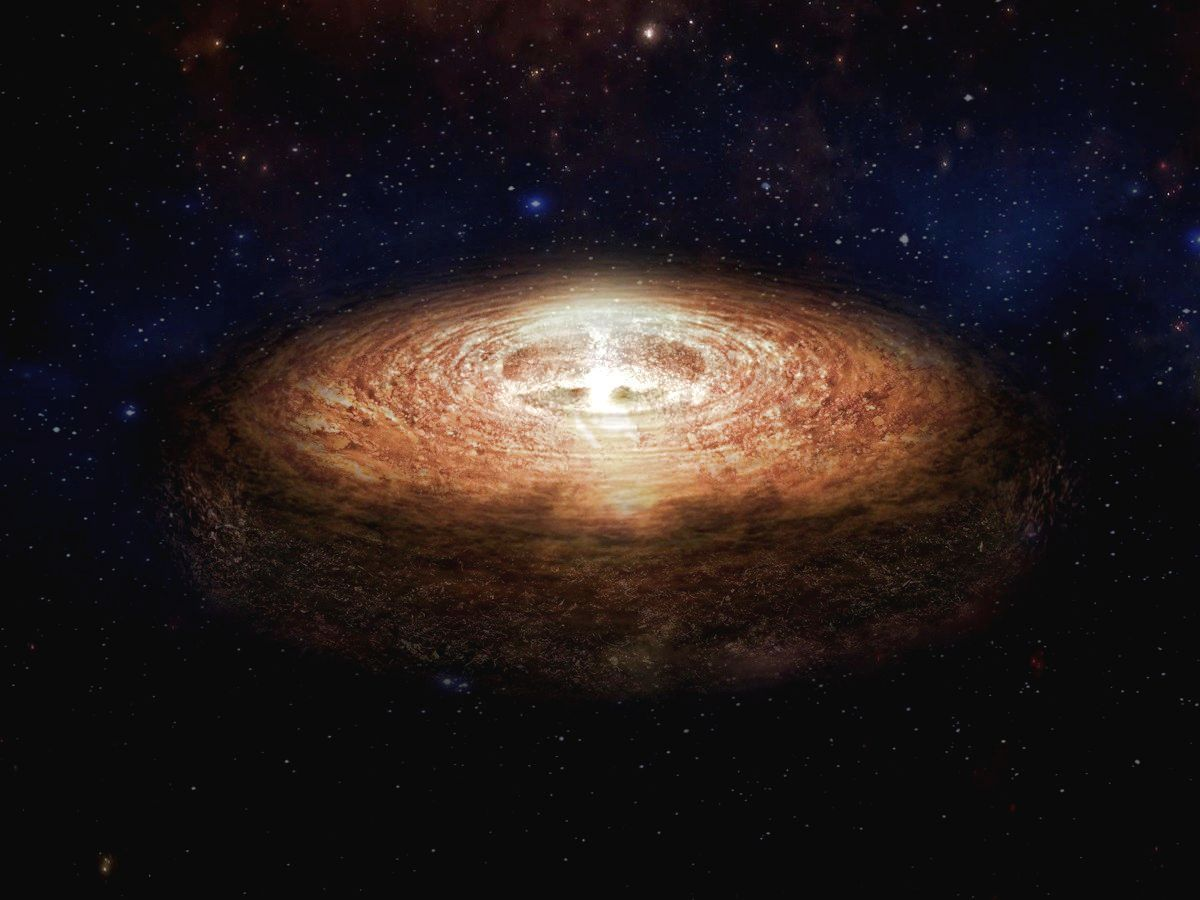
Representação artística de uma sinestia

Sinestia (do grego συνἙστία, συν- (syn-) "união" ou "junção" e Ἑστία (-hestía) "deusa grega da arquitetura") é uma proposta massa em forma de anel, de rocha vaporizado quente giratória, formada quando os objetos do tamanho de planetas colidem entre si. Sinestia da novos insights sobre como planetas e luas formam. Em simulações computadorizadas de gigantes impactos de objetos rotacionais, uma sinestia pode ser formada se o momento angular total for mais que o limite co-rotacional. Além desse limite, a velocidade no equador do corpo também excederia a velocidade orbital. Numa sinestia, isso resulta numa região interna rotacionando numa única velocidade com um toro pouco conectado orbitando ao seu redor. Sinestias também tem diferenças em seus mantos, tanto termalmente e em suas composições, a partir de modelos anteriores sobre evolução terrestre devido a baixa pressão interior.

## Composição
Uma sinestia é composta de três componentes primários: a área mais interna chamada de "região co-rotacionária", uma área no meio chamada de "região de transição" e a área mais externa, conhecida como "região parecida com disco". A "região co-rotacionária" rotaciona feito um corpo sólido. É caracterizada por vapores em alta temperatura e grandes níveis de entropia, como também uma maior velocidade angular. A "região de transição" seria geralmente uma mudança contínua entre a região co-rotacionária e a parecida com disco. Aqui, na maioria das simulações, a velocidade angular e a temperatura seguem um gradiente suave, com ambos diminuindo com o raio. O gradiente de temperatura é criado pela mistura de vapores quentes das regiões internas com o material frio e condensado do exterior. Dando tempo, isso equilibra somente num vapor, transicionando na região parecida com disco cuja aparência pode variar dramaticamente, com condições iniciais diferentes para momento angular, massa e entropia.

## Hipótese do Grande Impacto
De acordo com os estudos, a sinestia foi um processo inicial para a formação da Terra e Lua dentro da hipótese do grande impacto. Nesse modelo, uma sinestia foi formada após uma colisão com um objeto de alta energia e grande momento angular. As temperaturas na superfície da sinestia são limitadas pelo ponto de fervura da rocha, cerca de 2,040ºC. Enquanto a sinestia resultante esfriava ao irradiar calor ao espaço, gotas de magma se formaram nas suas regiões externas e choviam para o interior num período de dezenas de anos, causando a contração do corpo. A massa resultante no exterior do limite de Roche da região interna se juntou para formar mini luas, subsequentemente se combinando para formar a nossa Lua. A Terra reformou-se posteriormente, uma vez que a sinestia tenha esfriado o bastante para cair dentro do limite co-rotacional. Nesse modelo, a Lua tendo se formado dentro da nuvem de vapor originada da Terra explicaria o motivo de suas proporções de isótopos serem parecidas com as do planeta. A formação posterior da Terra (após a sinestia ter esfriado) explicaria o motivo dela ter reunio mais materiais voláteis que a Lua.

## Ligação externa
- TED talk sobre Sinestia por Sarah T. Stewart (fevereiro de 2019). Duração: 11 minutos.